# Breviatea
A Breviatea mitokondrium nélküli szabadon élő protiszták ismeretlen filogenetikai helyzetű csoportja. Kétostorosak, és anaerob környezetben is életképesek. Jelenleg a feltételezett Obazoa klád tagja. Valószínűleg nem tartalmaznak vinkulinokat. Metabolizmusuk fermentációs ATP-termelésen alapul, amivel az alacsony oxigéntartalmú környezethez alkalmazkodtak.
A csoport mintegy egymilliárd évvel ezelőtt jelent meg, amikor az óceánok oxigéntartalma alacsony volt, így anaerob életmódot folytattak. Az Apusomonadida csoporttal együtt az Opisthokonta legközelebbi rokonai, mely az állatokat és a gombákat is tartalmazza.

## Fajok

### Breviatidae család
Breviata
- Breviata anathema

Lenisia
- Lenisia limosa

Pygsuia
- Pygsuia biforma

Subulatomonas
- Subulatomonas tetraspora

## Fordítás
Ez a szócikk részben vagy egészben  a   Breviatea című angol Wikipédia-szócikk ezen változatának fordításán alapul.  Az eredeti cikk szerkesztőit annak laptörténete sorolja fel. Ez a jelzés csupán a megfogalmazás eredetét és a szerzői jogokat jelzi, nem szolgál a cikkben szereplő információk forrásmegjelöléseként.